# Hoplocercus spinosus
Genre
Espèce
Synonymes
- Pachycercus aculeatus Dugés & Braconnier, 1854

Hoplocercus spinosus, unique représentant du genre Hoplocercus, est une espèce de sauriens de la famille des Hoplocercidae.

## Répartition
Cette espèce se rencontre :
- au Brésil au Mato Grosso, au Goiás et au Pará ;
- en Bolivie dans le département de Santa Cruz.

## Étymologie
Le nom de ce genre, Hoplocercus, vient de la combinaison des deux mots grecs « hoplon », armure ou bouclier, et « kerkos », la queue.

## Publication originale
- Fitzinger, 1843 : Systema Reptilium, fasciculus primus, Amblyglossae. Braumüller et Seidel, Wien, p. 1-106 (texte intégral).